# 李店镇 (静宁县)
李店镇，是中华人民共和国甘肃省平凉市静宁县下辖的一个乡镇级行政单位。

## 行政区划
李店镇下辖以下地区：
王沟村、孔沟村、蒲岔村、郑湾村、阴坡咀村、郭湾村、上杜村、徐岔村、郭柴村、白草洼村、杜河村、细湾村、薛胡村、刘晋村、店子村、常坪村和五方河村。